# Litsea oligophlebia
Litsea oligophlebia Hung T. Chang – gatunek rośliny z rodziny wawrzynowatych (Lauraceae Juss.). Występuje naturalnie w południowych Chinach – w południowej części regionu autonomicznego Kuangsi. 

## Morfologia
PokrójZimozielone drzewo dorastające do 13 m wysokości. Młode pędy są owłosione i mają brązowożółtawą barwę.
LiścieNaprzemianległe. Mają kształt od lancetowatego do podłużnie lancetowatego. Mierzą 4–10 cm długości oraz 1–2,5 cm szerokości. Są owłosione od spodu. Nasada liścia jest klinowa. Blaszka liściowa jest o spiczastym wierzchołku. Ogonek liściowy jest owłosiony i dorasta do 5–8 mm długości.
KwiatySą niepozorne, jednopłciowe, zebrane po 5 w baldachy, rozwijają się w kątach pędów. Okwiat jest zbudowany z 6 listków o owalnie trójkątnym kształcie. Kwiaty męskie mają 9 pręcików.
OwoceMają jajowaty kształt, osiągają 5–7 mm długości i 4 mm szerokości.

## Biologia i ekologia
Roślina dwupienna. Rośnie w widnych lasach, na terenach nizinnych. Kwitnie od sierpnia do września, natomiast owoce dojrzewają od maja do czerwca.